# Oroniscus helveticus
Oroniscus helveticus is een pissebed uit de familie Oniscidae. De wetenschappelijke naam van de soort is voor het eerst geldig gepubliceerd in 1896 door Karl Wilhelm Verhoeff.